# Salvador Allende
Salvador Guillermo Allende Gossens (n. 26 iunie 1908, Santiago de Chile, Chile – d. 11 septembrie 1973, Santiago de Chile, Chile) a fost un medic și politician chilian, primul  marxist ales prin alegeri libere în funcția de președinte al unei țări din America Latină.

## Biografie
A absolvit Facultatea de Medicină.
Cariera politică a lui Allende s-a întins pe aproape patru decenii. Ca membru al Partidului Socialist din Chile, el a fost senator, deputat și ministru. De trei ori consecutiv a candidat fără succes la alegerile prezidențiale din Chile, în 1952, 1958 și 1964, iar în 1970 a fost ales ca președinte al statului.
În timpul loviturii de stat conduse de Augusto Pinochet, s-a sinucis în biroul său cu o armă de tip AK-47 pe care o avea de la Fidel Castro.